# جان مارك بونفيس
جان مارك بونفيس (بالفرنسية: Jean-Marc Bonfils)‏ (1963 - 4 أغسطس 2020) هو مهندسٌ مُعماريٌ فرنسيٌّ، كان يعمل في بيروت وشاد أبنية وفقًا للتراث الفرنسي، وهو ابن المُهندس المعماري الفرنسي اللبناني موريس بونفيلس. اشتهر لأعماله في بيروت بلبنان، ومن ضمن مشاريعه المكتملة البارزة في المدينة، المبنى السكني للقرية الشرقية الذي يضم حديقة رأسية والمكتبة الوطنية اللبنانية.
تُوفي جان بونفيس في 4 أغسطس 2020 عن عمرٍ ناهز 57 عامًا، وذلك بعد إصابته بجروحٍ خطيرة في شقته نتيجةً لانفجار مرفأ بيروت 2020.